# (1855) Королёв
(1855) Королёв (лат. Korolev) — один из астероидов Главного пояса.

## История открытия
Открыт 8 октября 1969 года советским астрономом Людмилой Ивановной Черных на Крымской астрофизической обсерватории и 1 июня 1975 года (Циркуляр № 3825) назван в честь выдающегося советского конструктора, создателя советской ракетно-космической техники Дважды Героя Социалистического Труда Сергея Павловича Королёва.

## Орбитальные характеристики
Астероид (1855) Королёв относится к объектам Главного пояса и находится на расстоянии 2,25 а. е. от Солнца. Поскольку орбита объекта практически круговая, её эксцентриситет близок к 0,08, его расстояние от Солнца меняется довольно слабо, примерно от 308,321 млн км в перигелии до 364,225 млн км в афелии. Один оборот вокруг Солнца астероид делает за 3,37 земного года.

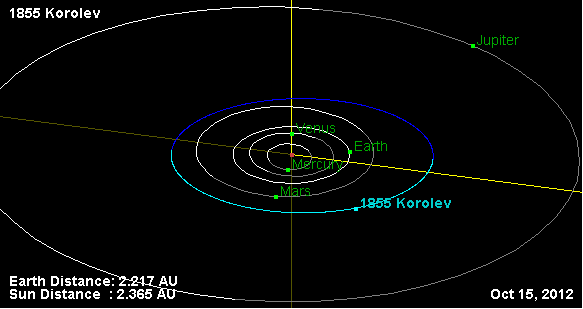
Орбита астероида Королёв и его положение в Солнечной системе

## Физические характеристики
В отличие от орбитальных, о физических характеристиках астероида известно меньше. Так, не измерена точно его масса. Видимая звёздная величина объекта составляет 12,5m, что делает возможным его наблюдение только в сильный телескоп.
Вокруг своей оси один оборот астероид совершает за 4 ч. 39 мин. 24 с.